# آلدو (تگزاس)
آلدو (به انگلیسی: Aledo) شهری در شهرستان پارکر ایالت تگزاس از ایالات جنوبی ایالات متحده آمریکا است. در سرشماری سال ۲۰۰۰، جمعیت این شهر ۱،۷۲۶ نفر اعلام شد.